# Iglesia de Akura
La iglesia de San David de Akura (en georgiano: აკურის მამადავითის ეკლესია, romanizado: tr ) es un monasterio ortodoxo medieval ubicado en la región georgiana oriental de Kajetia. Datada estilísticamente en el siglo IX, es una basílica de tres naves, dedicada a San David de Gareja, uno de los Trece Padres asirios. Está inscrita en la lista de los Monumentos culturales inamovibles de importancia nacional de Georgia.

## Historia
La iglesia se encuentra ubicada en un bosque en la orilla derecha del Vantiskhevi, un afluente del Alazani, a unos 1,5 km al suroeste de la aldea de Akura, municipio de Telavi, en la región más oriental de  Kajetia, Georgia. El historiador de arte Giorgi Chubinashvili identificó a Akura con un convento de monjas sin nombre establecido por el monje Hilarión el georgiano para su madre y hermana alrededor de 855. El monasterio de Akura era entonces un metoquión del monasterio de David Gareja. En 1597, la iglesia fue restaurada por el rey Alejandro II de Kajetia con motivo del retiro de su hermana Ketevan al convento de Akura.

## Diseño
La iglesia es una basílica de tres naves, de planta rectangular y que mide 17.3 × 12.8 metros. Está construida de adoquines y ladrillos. La nave central termina al este en un santuario con un ábside en forma de herradura y un pequeño bema frente a él. Las naves laterales están separadas de la del medio por una sola columna arqueada a cada lado. La nave norte está dividida por un muro transversal en dos bahías arqueadas. En el extremo oriental de las naves laterales hay pequeñas cámaras rectangulares, que actúan como pastoforio. El muro occidental en el interior conserva fragmentos de frescos realizados en los siglos XIV-XV. La fachada oriental también está adornada con pinturas murales, medallones con imágenes de Jesucristo y ángeles circundantes. En las fachadas oriental y occidental también hay cuatro inscripciones parcialmente dañadas en escritura georgiana medieval asomtavruli, fechada paleográficamente en el siglo IX. Un porche, contrafuertes unidos a la fachada norte y un iconostasio datan del siglo XVI.